# Euboia (regionální jednotka)
Euboia, Euboea nebo Evvia (řecky Εύβοια) je regionální jednotka ve Středním Řecku o rozloze 4167 km². Zahrnuje stejnojmenný ostrov, který se táhne až k východnímu pobřeží Attiky, okolní ostrůvky (Megalonisis, Chersonisi), ostrov Skyros a část území historické Bojótie na pevnině v okolí antických měst Anthedon a Aulis. V roce 2011 v Euboii žilo 210 815 obyvatel. Centrem regionální jednotky je Chalkis.

## Správní členění
Regionální jednotka Euboia se od 1. ledna 2011 člení na 8 obcí:

Obce v regionální jednotce Euboii

| číslo na mapce | Obec                     | řecky                                   | rozloha (km²) | počet obyvatel | hustota zalidnění | sídlo obce |
| -------------- | ------------------------ | --------------------------------------- | ------------- | -------------- | ----------------- | ---------- |
| 1              | Chalkis                  | Δήμος Χαλκιδέων                         | 412,38        | 102 223        | 247,89            | Chalkis    |
| 2              | Dirfys-Messapia          | Δήμος Διρφύων - Μεσσαπίων               | 779,86        | 18 800         | 24,11             | Psachna    |
| 3              | Eretria                  | Δήμος Ερέτριας                          | 168,50        | 13 053         | 77,47             | Eretria    |
| 4              | Istiaia-Aidipsos         | Δήμος Ιστιαίας - Αιδηψού                | 499,30        | 21 083         | 42,23             | Istiaia    |
| 5              | Karystos                 | Δήμος Καρύστου                          | 672,43        | 12 180         | 18,11             | Karystos   |
| 6              | Kymi-Aliveri             | Δήμος Κύμης - Αλιβερίου                 | 801,21        | 28 437         | 35,49             | Aliveri    |
| 7              | Mantoudi-Limni-Agia Anna | Δήμος Μαντουδίου - Λίμνης - Αγίας Άννας | 585,39        | 12 045         | 20,58             | Limni      |
| 8              | Skyros                   | Δήμος Σκύρου                            | 223,00        | 2 994          | 13,43             | Skyros     |